# アーサー王伝説に登場する人物一覧
アーサー王伝説に登場する人物一覧（アーサーおうでんせつにとうじょうするじんぶついちらん）は、アーサー王の伝説、およびその物語に登場する人物の一覧である。
アーサー王の伝説、およびその物語には、王族や円卓の騎士などの膨大な数の人物が登場する。そしてそれらの人々は言語や作品により名前が異なることがある。以下に示す表はそれをまとめたものである。（なお、†のシンボルは円卓の騎士であることを示す。）
| 名称                                    | 他言語の名称、別称 | 初出                                                                                 | 主要作品                                                                               | 説明 |
| --------------------------------------- | --- | ------------------------------------------------------------------------------------ | -------------------------------------------------------------------------------------- | --- |
| アコーロン                              | Accolon | アーサー王の死, c. 1470                                                              |                                                                                        | モーガン・ル・フェイの恋人 |
| アグロヴァル†                           | Aglovale, Agloval, Sir Aglovale de Galis                                                                                        |                                                                                      | The Life of Sir Aglovale de Galis, 永遠の王                                            | ペリノア王の長男 |
| アグラヴェイン†                         | Agravain, Agravaine |                                                                                      | 流布本, アーサー王の死                                                                 | ロット王とモルゴースの次男 |
| アムル                                  | Amr, Amhar, Amir, Anir | ブリトン人の歴史, c. AD 820                                                          | ゲライント                                                                             | アーサー王の子 |
| アーサー王†                             | Arthur Pendragon, King Arthur                                                                                                   | ゴドジン, c. 7世紀                                                                   | 列王史他多数                                                                           | ログレス（Logres）王 |
| アンブロシウス・アウレリアヌス          | Aurelius Ambrosius, Ambrosius Aurelianus                                                                                        | ブリテン人の略奪と征服 c. AD 540s                                                    | ブリトン人の歴史 c. AD 820                                                             | アーサー王のモデルか |
| バグデマグス                            | Bagdemagus |                                                                                      | ランスロ, 1170s                                                                        | メリアグランスの父、ゴール（Gorre）の統治者 |
| バン王                                  | Ban |                                                                                      | 流布本, 13世紀初期                                                                     | ランスロットの父 |
| ベイラン                                | Balan, Sir Balan le Savage | 後期流布本, 1230s                                                                    | 後期流布本, アーサー王の死                                                             | ベイリンの弟 |
| ベイリン                                | Balin, Sir Balin le Savage, Knight with Two Swords                                                                              | 後期流布本, 1230s                                                                    | 後期流布本, アーサー王の死                                                             | ベイランの兄 |
| ベディヴィア†                           | Bedivere, ウェールズ語: Bedwyr, フランス語: Bédoier                                                                             | Pa Gur yv y Porthaur , c. 10世紀                                                     | 聖カドク伝, キルッフ, Englynion y Beddau, 三題詩, 列王史, アーサー王の死, 他多数       | アーサーに代わってエクスカリバーを湖の乙女に返す。ルーカンの弟 |
| 黒い騎士                                | Black Knight |                                                                                      | リンカンのトム                                                                         | アーサー王の孫、アーサーの敵 |
| ブランシュフルール                      | Blanchefleur | ペルスヴァル, c. 1181                                                                |                                                                                        | パーシヴァルの妻, ゴルヌマン（Gornemant）の姪 |
| ボールス王                              | Bors the elder, フランス語: Bohort                                                                                              |                                                                                      | 流布本, 13世紀初期                                                                     | バン王の兄弟, アーサーの同盟者 |
| ボールス†                               | Bors the younger |                                                                                      |                                                                                        | ボールス王の子, 白のエリアン(Elyan the White)の父 |
| ブランゲーヌ                            | Brangaine, Brangaene, Brangwane, Brangien                                                                                       | トリスタン（ベルール、トマ）, 12世紀                                                 | トリスタン, 後期流布本, アーサー王の死                                                 | イズー（イズールト）の女中 |
| ブルーノ†                               | Breunor le Noir, Brunor, La Cote Male Taile (型崩れの服の意)                                                                    |                                                                                      | アーサー王の死                                                                         | |
| ブルータス（ブリテンの）                | Brutus of Britain, ノルマン語: Brut, Brute, ウェールズ語: Bryttys                                                               | ブリトン人の歴史, c. AD 820                                                          |                                                                                        | トロイ人で最初のブリテン王 |
| カドー†                                 | Cador, ラテン語: Cadorius |                                                                                      | 列王史, ロナブイの夢                                                                   | 後見人としてグィネヴィアを育てる。コンスタンティン3世の父、いくつかの作品でアーサーの甥                                                                                        |
| カリア                                  | Caelia, Faerie Queene, Gloriana                                                                                                 |                                                                                      | 妖精の女王, 1590; リンカンのトム, 1599                                                 | 妖精の騎士の母親、リンカンのトムの恋人。 |
| カログラナン†                           | Calogrenant, Colgrevance | イヴァン, 1170s                                                                      | アーサー王の死                                                                         | ユーウェインの甥 |
| カラドック†                             | Caradoc, ラテン語: Caractacus, ウェールズ語: Caradog Freichfras(剛腕のカラドックの意), フランス語: Carados Briefbras            |                                                                                      | ペルスヴァル, マビノギオン                                                             | アーサーの即位時に反乱を起こす。後に彼を助ける |
| カティガーン                            | Catigern, ウェールズ語: Cattegirn                                                                                               |                                                                                      | ブリトン人の歴史 (9世紀), Harleian genealogies, 列王史 (c. 1134)                       | ヴォルティガーンの子。兄弟ヴォルティマーとともにサクソン人と戦う |
| チェルディッチ                          | Cerdic of Wessex | アングロサクソン年代記, 9世紀                                                        |                                                                                        | ウェセックスの建国者。アーサーの先祖 |
| クローダス                              | Claudas |                                                                                      | ペルレスヴォー, 流布本, 後期流布本, アーサー王の死                                     | アーサーと戦うフランク王。ドリン（Dorin）とクローディン王子の二人の子がいる。                                                                                                  |
| クローディン王子                        | Prince Claudin |                                                                                      | 流布本, アーサー王の死                                                                 | フランク王クローダスの子。最終的に12人の聖杯の騎士の一人になる。 |
| コンスタンス                            | Constans son of Constantine | 歴史上の簒奪者コンスタンスがモデルとされる                                           | 列王史                                                                                 | コンスタンティン2世の子、ユーサー・ペンドラゴンの兄 |
| コンスタンティン2世                     | Constantine II of Britain | 歴史上のコンスタンティヌス帝がモデル                                                 | 列王史                                                                                 | アーサーの祖父、ユーサー・ペンドラゴン、コンスタンス、アンブロシウス・アウレリアヌスの父                                                                                       |
| コンスタンティン3世†                    | Constantine III of Britain | 列王史, c. 1136                                                                      | 列王史, アーサー王の死                                                                 | アーサーの甥でアーサーの王位を継ぐ。カドーの子。 |
| キルッフ                                | Culhwch | キルッフ, c. 11世紀                                                                  |                                                                                        | 初期のウェールズの伝承に登場するアーサーの友人 |
| キュンリッチ                            | Cynric of Wessex | アングロサクソン年代記, 9世紀                                                        |                                                                                        | 第二代ウェセックス国王。チェルディッチの子 |
| ダゴネット†                             | Dagonet |                                                                                      | 国王牧歌                                                                               | アーサーの宮廷道化師 |
| ダニエル・フォン・ブルメンタル†         | Daniel von Blumenthal; Daniel von dem blühenden Tal                                                                             | Daniel von Blumenthal, 1220                                                          |                                                                                        | 初期のドイツ語圏のアーサー王伝説に登場する円卓の騎士 |
| ディナダン†                             | Dinadan | 散文のトリスタン, 1230s                                                              | 散文のトリスタン, アーサー王の死                                                       | ブルーノの兄, トリスタンの友人 |
| ディンドラン                            | Dindrane, (イタリア語: Agrestizia)(ウェールズ語: Danbrann) 資料によってはDindraine, Heliabel)                                   |                                                                                      |                                                                                        | パーシヴァルの妹（物語によっては異母妹）, 多数の聖杯探求の物語で重要な役を演じる                                                                                               |
| エクター卿†                             | Sir Ector, Hector, Antor, Ectorius                                                                                              | 流布本, 13世紀初期                                                                   | 永遠の王, アーサー王の死                                                               | マーリンの指示でアーサーを育てる, ケイの父 |
| エデルン・アプ・ネッズ                  | Edern ap Nudd, Edern, son of Nudd, Knight of the Sparrowhawk                                                                    | キルッフ, c. 1100                                                                    | ゲライント, ロナブイの夢                                                               | グウィンの兄弟, ゲライントのライバル。最初は敵役として登場し、のちにアーサーの従者のひとりになる                                                                               |
| エレイン（アストラットの）              | Elaine of Astolat, Elaine the White, Elaine the Fair, The Lady of Shalott                                                       | アーサー王の死, 1470                                                                 | シャロットの乙女、薤露行                                                               | アストラットのバーナードの娘、悲恋の人物 |
| エレイン（カーボネックの）              | Elaine of Carbonek, Amite, Helaine or Helizabel; "The Grail Maiden"                                                             | ペルスヴァル c. 1181, Perceval le Gallois 1978                                       |                                                                                        | 漁夫王の娘, ランスロットの間にガラハッドをもうける |
| エレイン（無比の）                      | Elaine the Peerless |                                                                                      |                                                                                        | the Lord of the Fensの姪, Persides the Red of the Castle of Gazevilteの妻, カーボネックのエレインとよく混同される                                                              |
| エレイン（ガーロットの）                | Elaine of Garlot |                                                                                      |                                                                                        | ゴルロイスとイグレーヌの娘, モーガン・ル・フェイとモルゴースの姉妹、アーサー王の異母姉, ネントリス(Nentres)王の妻                                                              |
| エレイン（ベノイクの）                  | Elaine of Benoic |                                                                                      |                                                                                        | バン王の妻、ランスロットの母, Evaineの姉妹 |
| エリウロド                              | Eliwlod | 三題詩                                                                               |                                                                                        | アーサーの甥, Madocの子, ユーサー・ペンドラゴンの兄弟 |
| エリアン（白の）†                       | Elyan the White, フランス語: Helyan le Blanc                                                                                    |                                                                                      |                                                                                        | ボールスとクレア（Claire, ブランドゴリスBrandegorisの娘）の子, ランスロットがグィネヴィアを救出するのを助け、彼と共に逃亡する                                                  |
| エニード                                | Enide, Enid | ゲライント, c. 1170                                                                  | 国王牧歌, ゲライント                                                                   | エレックの妻 |
| エレック†                               | Erec | 不明; 文学作品での初出は, c. 1170                                                    | ゲライントを参照                                                                       | ラック王（King Lac）の子、円卓の騎士 |
| エスクラボル†                           | Esclabor |                                                                                      |                                                                                        | パロミデス, サフィール, セグワリデスの父 |
| エスクラド                              | Esclados | イヴァン, 1170s                                                                      |                                                                                        | ブロセリアンドの森で魔法の泉を守る, ロディーヌ（Laudine）と結婚する |
| 妖精の騎士                              | Faerie Knight | リンカンのトム part 1, 1599                                                          |                                                                                        | リンカンのトムと妖精の女王Caeliaの非嫡出子, 黒い騎士の異母兄弟 |
| ファイレフィツ†                         | Feirefiz | パルツィヴァル（ヴォルフラム）, 13世紀初期                                           |                                                                                        | パーシヴァルの異母兄弟、アーサー王の甥 |
| 漁夫王                                  | Fisher King, The Wounded King, Pelles, Pelias                                                                                   | ペルスヴァル, c. 1181                                                                | 流布本「聖杯の探求」, c. 1220, 散文のトリスタン, c. 1230                               | 聖杯の守護者 |
| ガヘリス†                               | Gaheris |                                                                                      | アーサー王の死                                                                         | ロット王とモルゴースの子。ガウェイン, アグラヴェイン, ガレスの兄弟, モルドレッドの異父兄                                                                                       |
| ギャラハッド†                           | Galahad | 流布本, 13世紀初期                                                                   | 流布本, 後期流布本, アーサー王の死                                                     | ランスロットとカーボネックのエレインの非嫡出子。聖杯の騎士 |
| ガルハール†                             | Galehalt or Galehault, Galehault, Galehaut                                                                                      | 流布本, 13世紀初期                                                                   |                                                                                        | |
| ガレス†                                 | Gareth, Beaumains |                                                                                      | アーサー王の死, 国王牧歌                                                               | ロット王とモルゴースの子, Lyonesseと恋仲になる |
| ガウェイン†                             | Gawain, (ラテン語: Walwanus, ウェールズ語: Gwalchmai, アイルランド語: Balbhuaidh)                                               | キルッフ, c. 11世紀                                                                  | 聖杯物語, 流布本, 散文のトリスタン, 緑の騎士, アーサー王の死, 多数の英語の短編ロマンス | ロット王とモルゴースの子, Gingalainの父 |
| ゲライント†                             | Geraint | ゲライント                                                                           | ゲライント                                                                             | エニードの恋人 |
| ガンガレン†                             | Gingalain(Guinglain, Gingalin, Gliglois, Wigalois, etc.), le bel inconnu                                                        |                                                                                      | 謎の美少年（Le Bel Inconnu）                                                           | ガウェインとブランシュマル(Blanchemal)の子 |
| ゴルロイス                              | Gorlois, (古ウェールズ語: Gwrlais)                                                                                              |                                                                                      | 列王史                                                                                 | ユーサー・ペンドラゴンと結婚する前のイグレーヌの最初の夫 |
| ゴルヌマン                              | Gornemant | クレティアン, c. 1170                                                                | ペルスヴァル、あるいは聖杯の物語                                                       | パーシヴァルの師 |
| 緑の騎士†                               | Green Knight, Bercilak, Bertilak, Bernlak, Bredbeddle                                                                           | 緑の騎士, 1300s                                                                      | 緑の騎士, King Arthur and King Cornwall                                                | ガウェインを試すため、モーガン・ル・フェイの助けで魔力を得た騎士 |
| グリフレット†                           | Griflet, Girflet, Jaufre |                                                                                      | ジョフレ                                                                               | Do (or Don)の子, ルーカンとベディヴィアのいとこ |
| グリンゴレット                          | Gringolet, (ウェールズ語:gwyn calet("white-hardy"), or ceincaled ("handsome-hardy"))                                            | クレティアン, c. 1170                                                                | 緑の騎士                                                                               | ガウェインの乗馬 |
| グウェンフイヴァハ                      | Gwenhwyvach, Guinevak | キルッフ, c. 11世紀                                                                  | 三題詩, Thomas Love PeacockのMisfortunes of Elphin                                     | グィネヴィアの妹 |
| グィネヴィア                            | Guinevere, (ウェールズ語: Gwenhwyfar, 白い妖精、白い亡霊の意)(ラテン語:Guanhumara)                                              | キルッフ, c. 11世紀                                                                  | ランスロほか多数                                                                       | アーサー王の妻, 後にランスロットとの不義で知られる |
| グウィン・アプ・ネッズ                  | Gwyn ap Nudd | キルッフに初出, c.1100, 起源はもっと古いとされる                                     |                                                                                        | アーサーの騎士の一人. エデルンの兄弟, グウィシルのライバル, クライディラト（Creiddylad）の恋人                                                                                 |
| エクター・ド・マリス†                   | Hector de Maris |                                                                                      | 流布本サイクルの「聖杯の探求」                                                         | ランスロットの異母兄弟、バン王とド・マリス婦人（the Lady de Maris）の子, ボールスとライオネルは彼のいとこ                                                                      |
| ヘンギスト                              | Hengest, Hengist | 英国民教会史, AD 721                                                                 | 列王史                                                                                 | アングロサクソンの王。ユーサー・ペンドラゴンに殺される, ホルサの兄 |
| フアイル・マブ・カウ                    | Hueil mab Caw, Huail | キルッフ, c 1110                                                                     | 聖ギルダス伝, 三題詩                                                                   | ピクト人の族長。アーサーに殺される。聖ギルダスの兄弟 |
| ホエル†                                 | Hoel, (ウェールズ語: Howel, Hywel)                                                                                              |                                                                                      | ロナブイの夢, ゲライント                                                               | ブルターニュ王ブディク(Budic)の子, 聖Tudwalの父 |
| ホルサ                                  | Horsa | 英国民教会史, AD 721                                                                 | アングロサクソン年代記                                                                 | ヘンギストの弟 |
| イグレイン                              | Igraine, (ラテン語: Igerna)(ウェールズ語: Eigyr) (フランス語: Igerne) Ygrayne, Arniveとも                                       | 列王史, c. 1136                                                                      | 流布本サイクルのメルラン物語                                                           | ユーサー・ペンドラゴンとの間にアーサー王をもうける |
| イズールト （アイルランドのイズールト） | Iseult of Ireland, Isolde, Yseult, Isode, Isoude, Isotta                                                                        |                                                                                      | トリスタン                                                                             | コーンウォールのマーク王の妻、トリスタンの恋人 |
| イズールト（アイルランド女王）          | Iseult (Queen of Ireland), Isolde, Yseult, Isode, Isoude, Isotta                                                                |                                                                                      | トリスタン                                                                             | アイルランドのイズールトの母 |
| イズールト（白い手の）                  | Iseult of the White Hands, Isolde, Yseult, Isode, Isoude, Isotta                                                                |                                                                                      | トリスタン                                                                             | ブルターニュ王ホエルの娘、カエダンの妹, トリスタンの妻 |
| ヨセフ（アリマタヤの）                  | Joseph of Arimathea | 聖書の人物; ロベール・ド・ボロンの詩（12世紀）で初めてアーサー王伝説に結びつけられる |                                                                                        | 聖杯の最初の保持者 |
| ヨセフス                                | Josephus of Arimathea, Josephe, Josephes                                                                                        |                                                                                      | 流布本, 後期流布本, 散文のトリスタン, アーサー王の死                                   | アリマタヤのヨセフの子 |
| ケイ†                                   | Kay, (ウェールズ語: Cai, ラテン語: Caius)                                                                                       | Pa Gur yv y porthaur? 10世紀                                                         | 多数                                                                                   | アーサーの幼なじみ, エクター卿の子 |
| カエダン                                | Kahedin, Kahadin, Kahedrin, Kehenis, Kehidius; possibly the Welsh character Kae Hir                                             | トマのトリスタン                                                                     | 散文のトリスタン, アーサー王の死                                                       | イズールトの兄弟, Hoel王の子, Brangaineと恋仲になる |
| 湖の乙女                                | Lady of the Lake, Nimue, Viviane, Niniane, Nyneve, etc.                                                                         | 不明; ランスロ, 1170sでランスロットの育ての親として初めて言及される                  | 多数                                                                                   | 湖の乙女と呼ばれる人物は複数存在する；アーサー王にエクスカリバーを授ける、ランスロットとそのいとこを育てる、マーリンに魔力を与える、傷ついたアーサー王をアヴァロンへ連れて行く |
| ラモラック†                             | Lamorak | 散文のトリスタン, c. 1235                                                            | 流布本                                                                                 | ペリノア王の子; トー、アグラヴァイル、パーシヴァル、ディンドレンの兄弟 |
| ランスロット†                           | Lancelot, Lancelot du Lac, Lancelot of the Lake, Launcelot                                                                      | エレック, c. 1170                                                                    | ランスロ, 流布本, 他多数                                                               | バン王とエレインの子, グィネヴィアとの不義でもっとも有名, アーサーの最高の騎士                                                                                                 |
| ランヴァル†                             | Lanval, Sir Landevale, Sir Launfal, Sir Lambewell                                                                               | マリー・ド・フランスの「ランヴァル」, 12世紀後半                                     |                                                                                        | アーサー王の騎士。妖精に恋する |
| ロディーヌ                              | Laudine, Lady of the Fountain                                                                                                   | イヴァン, 1170s                                                                      | Owain, or the Lady of the Fountain, Iwein                                              | ユーウェインの妻 |
| レオデグランス†                         | Leodegrance, Leondegrance |                                                                                      |                                                                                        | グィネヴィアの父, 南西イングランドの王国キャメリアード(Cameliard)の王 |
| ライオネル†                             | Lionel |                                                                                      | 流布本, 13世紀初期                                                                     | ゴーン（Gaunnes）の王ボールスの子, ボールスの兄弟 |
| ローエングリン                          | Lohengrin, Loherangrin, Lorengel                                                                                                | ヴォルフラムの「パルツィヴァル」, 13世紀初期                                         | パルツィヴァル, ドイツ語詩「ローエングリン」, Lorengel, ワーグナーの「ローエングリン」 | パーシヴァルの子、聖杯の騎士 |
| ロット王                                | Lot, Loth | 列王史, c. 1136                                                                      | アーサー王の死                                                                         | ロシアン（オークニー）王。ガウェイン, アグラヴェイン, ガヘリス, ガレス, モルドレッドの父                                                                                       |
| ルーカン†                               | Lucan, Lucan the Butler |                                                                                      | アーサー王の死                                                                         | アーサー王の従者, ベディヴィアの兄弟, グリフレットの甥 |
| ルキウス                                | Lucius Tiberius, Lucius Tiberius, Lucius Hiberius                                                                               | 列王史, c. 1136                                                                      | 頭韻詩アーサー王の死, アーサー王の死,                                                  | 架空のローマ皇帝。アーサーと戦う |
| リュネート                              | Lunete, (ウェールズ語: Luned) (フランス語: Lunete, Lunet)                                                                       | イヴァン, 1170s                                                                      |                                                                                        | ロディーヌ（Laudine）の女中、助言者 |
| ライネット                              | Lynette | アーサー王の死, c. 1470                                                              | 国王牧歌                                                                               | 妹ライオニスを救うためアーサー王に助けを求める; アーサーはガレスを変装させて送り込む。ガレスは正体を晒すまでライネットに叱られる。                                             |
| ライオニス                              | Lyonesse | アーサー王の死, c. 1470                                                              | 国王牧歌                                                                               | ライネットの囚われの妹; ガレスによって救い出され、最後に彼と結婚する。 |
| マボン・アプ・モドロン                  | Mabon ap Modron | キルッフ, 11世紀                                                                     | 三題詩                                                                                 | モドロンの子, 生まれたときに攫われる。キルッフに助けだされる |
| メリアグランス†                         | Maleagant, Malagant, Meleagant, perhaps Melwas                                                                                  | 不明。12世紀のギルダスに似た名前のメルウァス（Melwas）がある                         | 流布本, 後期流布本, アーサー王の死                                                     | グィネヴィアを誘拐する |
| マーク王                                | Mark of Cornwall (ラテン語: Marcus Cunomorus)(コーンウォール語: Margh)(ウェールズ語: March)                                     | 不明。6世紀の実在の人物の可能性がある                                                | 後期流布本, 散文のトリスタン, アーサー王の死, パロミデスのロマンス                     | トリスタンの叔父, イズールトの夫 |
| マナウィダン（スィールの子）            | Manawydan fab Llyr, Manawyddan                                                                                                  | マビノギ四枝, Pa Gur yv y Porthaur (10世紀頃)                                        | キルッフ (1100年頃)                                                                    | 元はケルトの神; キルッフではアーサーの騎士 |
| メイルシオン                            | Meirchion |                                                                                      | トリスタンとイゾルデ                                                                   | コーンウォールのマーク王の父 |
| メルハン                                | Melehan, 列王史では名前なし | 列王史, c. 1136                                                                      |                                                                                        | モルドレッドの子 |
| メリオダス                              | Meliodas, Meliadus | 散文のトリスタン; 初期のトリスタンの父の名はRivalen                                  | アーサー王の死                                                                         | トリスタンの父 |
| メヌウ・マブ・タイルグワエド            | Menw ap Tairgwaedd | キルッフ c.1100                                                                      | 三題詩                                                                                 | 魔法使い、アーサーの従者 |
| マーリン                                | Merlin, (ウェールズ語: Myrddin)                                                                                                 | 列王史, c. 1136, ただしさらに古いウェールズの伝承に由来                              | 多数                                                                                   | 魔法使い。アーサー王を導く |
| モドロン                                | Modron | キルッフと三題詩でマボンの母として言及される                                         | 三題詩                                                                                 | マボンの母; 他の説話では、オウェインとモルヴィドの母 |
| モードレッド†                           | Mordred, Modred (ウェールズ語:Medrawd, ラテン語: Medraut)                                                                       | カンブリア年代記, c. 970                                                             | 多数                                                                                   | 列王史ではアーサーの甥。後の物語ではアーサーとモルゴースの間の不義の子。アーサーと相討ちになる                                                                                 |
| モーガン・ル・フェイ                    | Morgan le Fay, Morgaine, Morgain, Morgana                                                                                       | 不明; モーガンという名はマーリンの生涯に初出, c. 1150                                | 多数                                                                                   | アーサーの姉、物語によってはアーサーの敵 |
| モルゴース                              | Morgause, Anna | 列王史, c. 1136                                                                      | 多数                                                                                   | アーサーの異父姉, ロット王の妻, ガウェイン, アグラヴェイン, ガヘリス, ガレス, モルドレッドの母                                                                                 |
| モルガン・ティッド                      | Morgan Tud | ゲライント                                                                           |                                                                                        | アーサーの宮廷の医師長 |
| マーハウス†                             | Morholt | トリスタン（ベルールとトマ）, 12世紀                                                 | トリスタン, 後期流布本, アーサー王の死                                                 | |
| モリエン†                               | Morien, Moriaen | オランダ語のロマンスMorien, 13世紀                                                   |                                                                                        | アグロヴェイルの子。ムーア人のハーフ |
| モルヴィド                              | Morvydd |                                                                                      | 三題詩, キルッフ                                                                       | オウェインの双子の妹 |
| ニムエ                                  | Nimue |                                                                                      | 湖の乙女を参照                                                                         | |
| オベロン                                | Oberon, Auberon, King of Shadows and Fairies                                                                                    |                                                                                      |                                                                                        | |
| オルウェン                              | Olwen | キルッフ, c. 11世紀                                                                  | キルッフ                                                                               | 巨人イスバザデンの娘, キルッフの恋人 |
| オルゲルーズ                            | Orgeluse, Haughty Maiden of Logres                                                                                              | ペルスヴァル, c. 1181                                                                |                                                                                        | |
| オウェイン・マブ・ウリエン†             | Owain mab Urien, (ユーウェインを参照)                                                                                           | 歴史上の人物                                                                         | Owain, or the Lady of the Fountain                                                     | ウリエンの子 |
| パロミデス†                             | Palamedes, Palamede, Palomides                                                                                                  | 散文のトリスタン, 1230s                                                              | アーサー王の死, 永遠の王                                                               | 円卓の騎士、サラセン人 |
| ペラム                                  | Pellam, King Pellam of Listeneise, Pellehan                                                                                     |                                                                                      | 漁夫王を参照                                                                           | |
| ペレアス†                               | Pelleas | 後期流布本, 1230s                                                                    | アーサー王の死, 国王牧歌                                                               | 円卓の騎士。Ettarreと恋仲になる |
| ペレス                                  | Pelles |                                                                                      | 漁夫王を参照                                                                           | |
| ペリノア王†                             | Pellinore |                                                                                      | 流布本, 後期流布本, アーサー王の死, 永遠の王                                           | リスティス王、アーサーの友人 |
| パーシヴァル†                           | Percival（ウェールズ語: Peredur, フランス語:Perceval, ドイツ語:Parzifal）                                                       | ペルスヴァル c. 1170                                                                 | ペルスヴァル, 流布本, 多数                                                             | 聖杯探求の成功者; いくつかの物語ではペリノア王の子 |
| 唸る獣                                  | Questing Beast, Beste Glatisant (Barking Beast)                                                                                 | ペルレスヴォー, c. 1210                                                              | ペルスヴァル, 後期流布本 「メルラン続伝」, 散文のトリスタン, アーサー王の死            | 多数の騎士が追いかける謎の怪物。ペレアスとパロミデスに関連付けられる |
| 赤い騎士                                | Red Knight | ペルスヴァル, c. 1181                                                                | アーサー王の死                                                                         | 多数の物語に登場, 多くの場合敵役 |
| ライアンス王、 ライエンス王             | Rience, Ritho, Ryence, Ryons, and Rion                                                                                          | 列王史, c. 1136                                                                      | 流布本, 後期流布本, アーサー王の死                                                     | アーサーに倒される王 |
| サフィール†                             | Safir |                                                                                      | アーサー王の死, 散文のトリスタン                                                       | エスクラボルの子, セグワリデスとパロミデスの兄弟 |
| サグラモール†                           | Sagramore |                                                                                      | 流布本, 後期流布本, 散文のトリスタン, アーサー王の死                                   | 至る所に登場する円卓の騎士; 作品ごとに様々な物語や出自を持つ |
| セグワリデス†                           | Segwarides |                                                                                      | アーサー王の死, 散文のトリスタン                                                       | エスクラボルの子, サフィールとパロミデスの兄弟 |
| タリエシン                              | Taliesin | 歴史上の人物                                                                         | 三題詩, タリエシン, 国王牧歌                                                           | アーサー王の吟遊詩人, 名の知られる最古のウェールズ詩人 |
| トム（リンカンの）                      | Tom a'Lincoln | リンカンのトム, 1591                                                                 |                                                                                        | アーサー王とアンジェリカ(Angelica)の間の不義の子 |
| トー†                                   | Tor |                                                                                      | アーサー王の死                                                                         | アルス王（King Ars）の子, ペリノアの養子 |
| トリスタン†                             | Tristan, Tristran, Tristram (ラテン語/ブリソン語: Drustanus; ウェールズ語: Drystan; ポルトガル語: Tristão; スペイン語: Tristán) | トリスタン（ベルール）                                                               | トリスタン, マリー・ド・フランスの「すいかずら」 後期流布本, アーサー王の死            | ブランシュフルールとリヴァラン(Rivalen)の子, イズー(イズールト)の恋人 |
| ウリエン†                               | Urien | 歴史上の人物                                                                         | 三題詩                                                                                 | ユーウェイン(Owain mab Urien)の父, モーガン・ル・フェイの夫 |
| ユーサー・ペンドラゴン                  | Uther Pendragon (フランス語: Uter Pendragon; ウェールズ語: Wthyr Bendragon, Uthr Bendragon, Uthyr Pendraeg)                     | Pa Gur yv y Porthaur?, c. 10世紀                                                     | 多数                                                                                   | アーサーの父 |
| ヴォーティガーン                        | Vortigern (ラテン語: Urtigernus), Guorthigirn, Vortiger, Vortigen, Gwrtheyrn                                                    | おそらく実在の人物; 英国民教会史で初めて言及, AD 721                                 |                                                                                        | ブリトン王。結果的にアングロサクソン人の侵攻を助ける |
| ヴォーティマー                          | Vortimer | ブリトン人の歴史, c. AD 820                                                          |                                                                                        | ヴォーティガーンの子 |
| イデール                                | Yder | エレック, c. 1170                                                                    |                                                                                        | エレックに倒される騎士。のちにアーサーに仕える |
| イスバザデン                            | Ysbaddaden | キルッフ, c. 11世紀                                                                  |                                                                                        | キルッフとオルウェンに登場する巨人の王。オルウェンの父親 |
| ユーウェイン†                           | Ywain, (ウェールズ語: Owain) Yvain, Ewain or Uwain                                                                              | 歴史上の人物オウェイン・マブ・ウリエンがモデル                                       | ブリトン人の歴史, イヴァン                                                             | ウリエンの子, モルヴィドの兄 |
| ユーウェイン（庶子の）†                 | Ywain the Bastard, Ywain the Adventurous                                                                                        |                                                                                      |                                                                                        | ウリエンと執事の間の不義の子, 誤ってガウェインに殺される |